# Couesnon
Pour les articles homonymes, voir Couesnon (homonymie).
Cet article possède un paronyme, voir Coinon (paronymie).
Le Couesnon [kwenɔ̃] est un petit fleuve côtier qui coule successivement dans les trois départements de la Mayenne, d'Ille-et-Vilaine et de la Manche, dans les trois régions Pays de la Loire, Bretagne et Normandie.
Il prend sa source près de l'étang de Vézins, sur la commune de Saint-Pierre-des-Landes en Mayenne et son embouchure se situe dans la baie du Mont-Saint-Michel. 

## Hydronymie
Le nom de la rivière est attesté sous les formes Coysnon en 1015-1026 (Dudon de Saint-Quentin), puis Coisnun en 1030 (cartulaire MSM, fo 40), flumen Cosnonis à la fin du XIe siècle (tapisserie de Bayeux), Cosnionis, 1093 (Dom Lobineau, Preuves, col 216), Coisnon encore à la fin du XIe siècle (Guillaume de Jumièges), Coignon, Coisnun au XIIe siècle (Wace, Roman de Rou I, 1109 ; II, 2606) ou encore Coaynon (Roman d'Aquin, aux vers 45 et 147), cette forme subsistant au tout début du XVe siècle dans le toponyme Viez Vi sur Coaynon en 1401 (Archives Loire-Atlantique, B. 1389) ; puis Coasnon en 1407 (ibidem, BI f1) ou Coetnon, toujours au XVe siècle (Archives Nationales J. 246) ; Ieaue de Cresnon en 1514 (Alain Bouchart, Les grandes croniques de Bretaigne) ; Coesnon en 1768 (Grand vocabulaire françois) ; Coüanon en 1791 (Archives du Génie, Saint-Malo) ou Couanon en 1829 (cadastre de Saint-Georges-de-Gréhaigne).
Il s'agirait d’un hydronyme d’origine prélatine non identifié (selon le linguiste Jacques Lacroix, il renvoie au gaulois caito, « bois », d'où le sens global de « rivière traversant les bois »), mais dont il existe au moins deux homonymes partageant vraisemblablement la même étymologie : le Couasnon, rivière de Maine-et-Loire et le Couasnon, rivière d'Eure-et-Loir. Par ailleurs, le patronyme Couasnon demeure en usage dans l'Avranchin et en Bretagne.

## Géographie

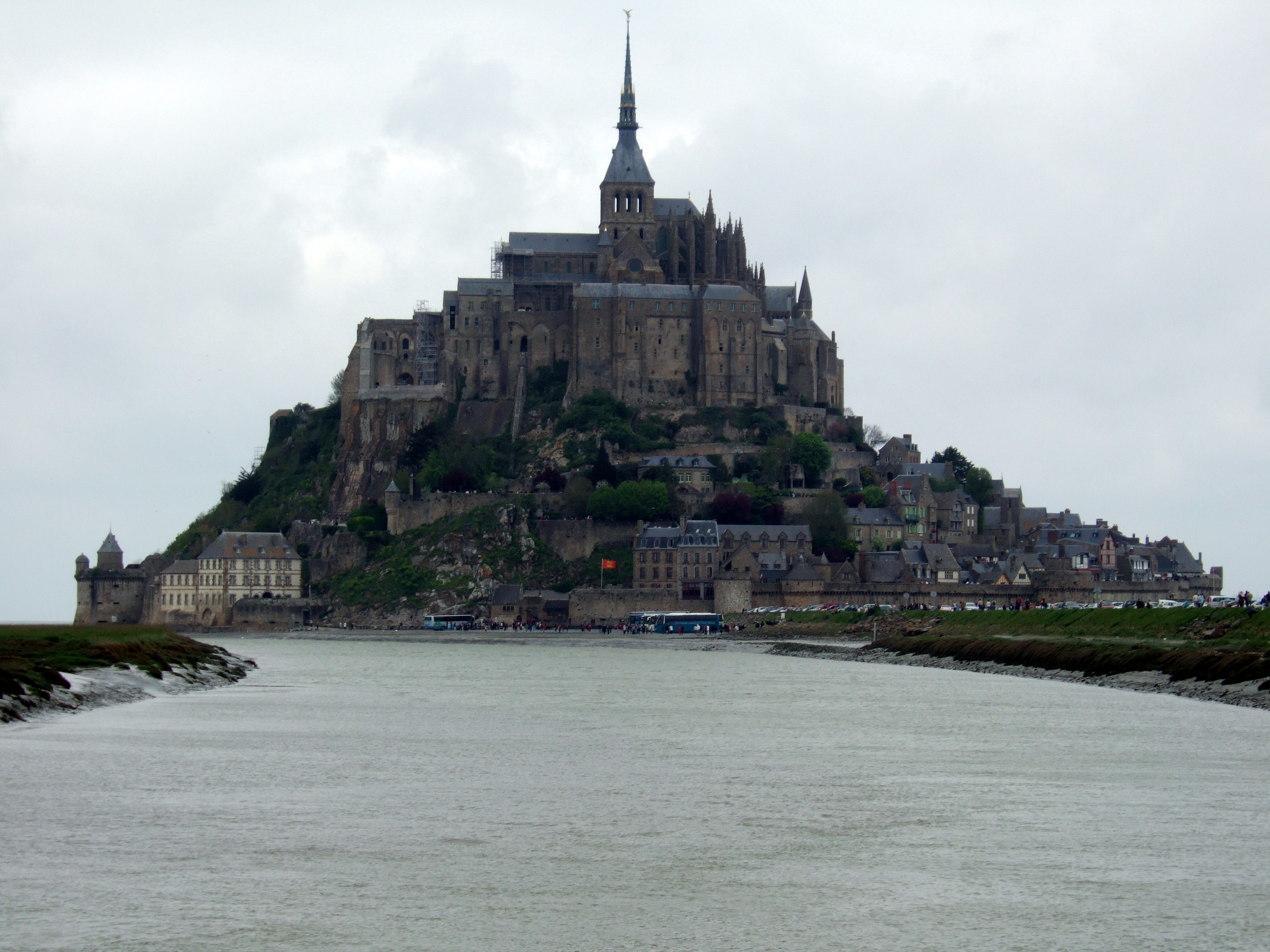
L'embouchure du Couesnon devant le Mont Saint-Michel.

### Cours et source
La longueur de son cours d'eau est de 97,4 km. Durant la quasi-totalité de son cours, il traverse le nord-est de la Bretagne (Ille-et-Vilaine) et constituait, dans ses derniers kilomètres, la frontière entre le duché de Bretagne et le duché de Normandie. En revanche, sa source est située dans l’ancien comté du Maine, dans le département de la Mayenne.
Un dicton affirme : « Le Couesnon en sa folie a mis le Mont en Normandie » puisque malgré les divagations du fleuve, le mont Saint-Michel s'est toujours situé du côté normand de son embouchure. La limite entre l'Ille-et-Vilaine et la Manche continue d'ailleurs d'épouser l'ancien lit du Couesnon, à cinq kilomètres à l'ouest de l'embouchure actuelle. Les vasières de l'ancienne embouchure se sont ensablées ou ont été comblées et aménagées lors de la canalisation du fleuve. C'est pourquoi le village de Roz-sur-Couesnon en Bretagne, malgré son déterminant complémentaire sur-Couesnon n'est plus situé sur ses berges.

### Bassin versant
Le bassin versant du Couesnon se divise en trois sous-bassins que sont  le Couesnon Aval, la Loisance Minette et le Haut Couesnon. Le Couesnon traverse douze zones hydrographiques pour une superficie totale de 1 124 km2. Ce bassin versant est constitué à 90,62 % de « territoires agricoles », à 5,25 % de « forêts et milieux semi-naturels », à 3,76 % de « territoires artificiels », à 0,24 % de « zones humides », à 0,04 % de « surfaces en eau »[réf. incomplète].

### Relief et géologie
Le bassin versant du Couesnon est caractérisé par un faible relief dont le point le plus haut est de 254 m d'altitude, à l'amont du Nançon, de la Loisance et de la Minette. Le sous-sol, composé en majorité de roches métamorphiques ou plutoniques, est de faible perméabilité.

### Régions et départements traversés
Le Couesnon prend sa source au lieu-dit « Le Bois joli » à 3 km de la limite du département de la Mayenne dans la région Pays de la Loire avec le département d'Ille-et-Vilaine dans la région Bretagne. Il traverse ce département et cette région sur environ 80 km dans un sillon boisé du massif granitique, la Vallée du Couesnon, dans le pays de Fougères. Il poursuit sa course vers la mer de la Manche, dans le département du même nom en région Normandie, où il se jette à Beauvoir en baie du Mont-Saint-Michel.

### Communes traversées
Le Couesnon traverse successivement le territoire de vingt-six communes de sa source à son embouchure : Saint-Pierre-des-Landes (Mayenne), Luitré-Dompierre, La Selle-en-Luitré, Beaucé, Fougères, Lécousse, Javené, Billé, Romagné, La Chapelle-Saint-Aubert, Rives-du-Couesnon, Mézières-sur-Couesnon, Saint-Ouen-des-Alleux, Sens-de-Bretagne, Vieux-Vy-sur-Couesnon, Romazy, Rimou, Bazouges-la-Pérouse, Val-Couesnon, Sougéal (Ille-et-Vilaine), Sacey, Aucey-la-Plaine (Manche), Pleine-Fougères (Ille-et-Vilaine), Pontorson (Manche), Saint-Georges-de-Gréhaigne (Ille-et-Vilaine) et Beauvoir (Manche).

### Toponymes
Le Couesnon a donné son hydronyme aux cinq communes de Mézières-sur-Couesnon, Rives-sur-Couesnon, Roz-sur-Couesnon, Val-Couesnon et Vieux-Vy-sur-Couesnon. Pourtant le Couesnon ne passe plus sur le territoire de la commune de Roz-sur-Couesnon depuis la fin du XIXe siècle, les travaux de poldérisation  du nord de la commune ayant eu pour effet de canaliser le fleuve vers le mont Saint-Michel. La commune a conservé « -sur-Couesnon » dans son nom malgré le détournement du cours d’eau.

### Organismes gestionnaires
Le syndicat du bassin versant du Couesnon est la structure porteuse du SAGE Couesnon depuis le 1er janvier 2014. Les organismes gestionnaires sont le syndicat mixte du Sage Couesnon, le SIHC ou Syndicat Intercommunal du Haut Couesnon (partie amont du Couesnon et ses affluents), Le SILM ou Syndicat Intercommunal de la Loisance et de la Minette (comprenant les rivières de la Loisance et la Minette, deux affluents majeurs en rive droite) et le SMCA ou Syndicat mixte du Couesnon aval à Pontorson (partie aval du Couesnon et de ses affluents).

### Opérations d'inventaire
Dans le cadre du SAGE, un inventaire des cours d'eau et des zones humides a été réalisé en 2009-2010 qui est depuis tenu à jour. Cet inventaire a permis la mise à jour des cartes IGN du territoire concerné et une cartographie détaillée des zones humides, qu'il s'agisse des roselières, des tourbières, des forêts humides ou des prairies, espaces de transition entre la terre et l’eau. La moitié des zones humide du bassin versant ont disparu entre les années 1960 et 1990 en raison de la méconnaissance de leur intérêt que la recherche scientifique a révélé depuis.

## Hydrologie

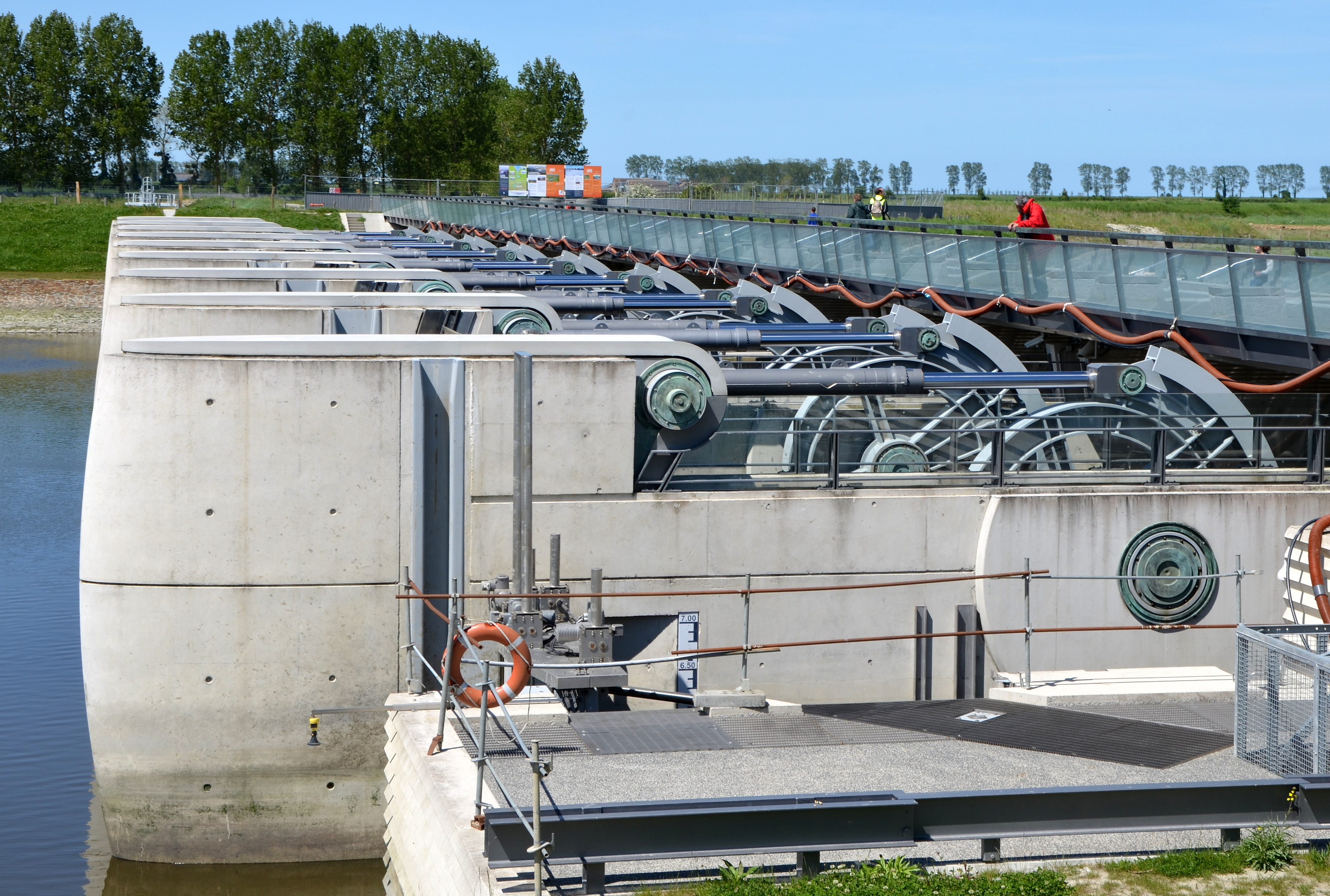
Le barrage à l'embouchure du Couesnon conçu pour chasser les sédiments qui envasent la baie du Mont-Saint-Michel.

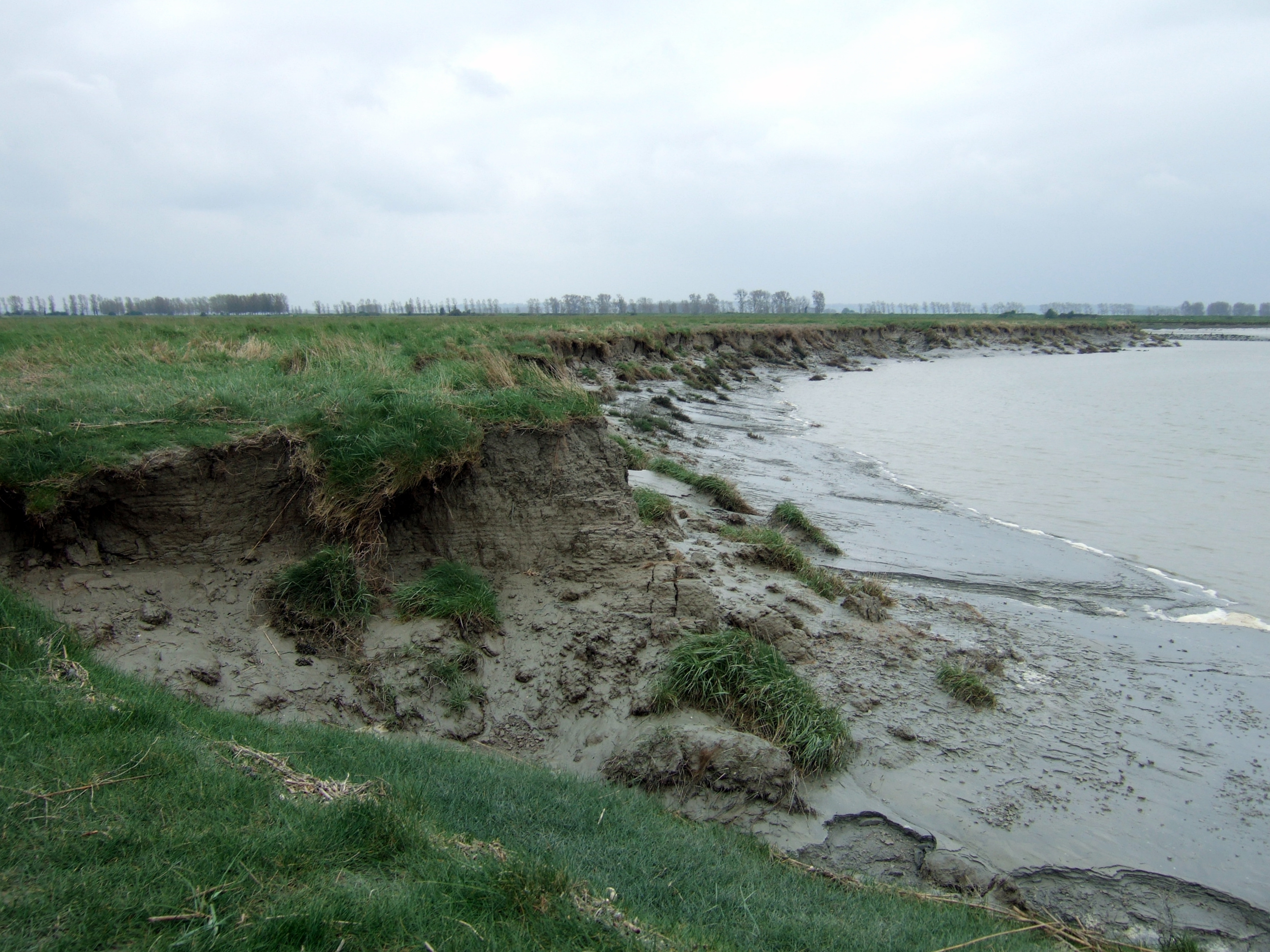
Les bords vaseux du Couesnon près du Mont.

Le Couesnon, la Sée et la Sélune participent au fonctionnement hydraulique particulièrement complexe de la baie du Mont-Saint-Michel. D'un côté, la marée apporte de grandes quantités de sédiments qui ont donné naissance à de riches polders. De l'autre, les trois cours d'eau les chassent vers le large.

Au XIXe siècle, le Couesnon a été canalisé pour mettre fin à ses « divagations » qui  menaçaient les endiguements et les terres asséchées par l'homme. En 1969, un barrage y a été édifié. Ces divers aménagements, ainsi que la digue d'accès au mont Saint-Michel ont accéléré l'envasement du site. En 2009, un nouveau barrage est mis en service sur le Couesnon. Il a été conçu pour générer un effet « chasse d'eau » qui doit permettre le désensablement de la baie du mont Saint-Michel. Pour éviter que le site inscrit au patrimoine mondial ne perde son caractère insulaire, la digue est remplacée par un pont passerelle ouvert au public en juillet 2014. Depuis, le Couesnon circule de nouveau librement au pied du Mont. 

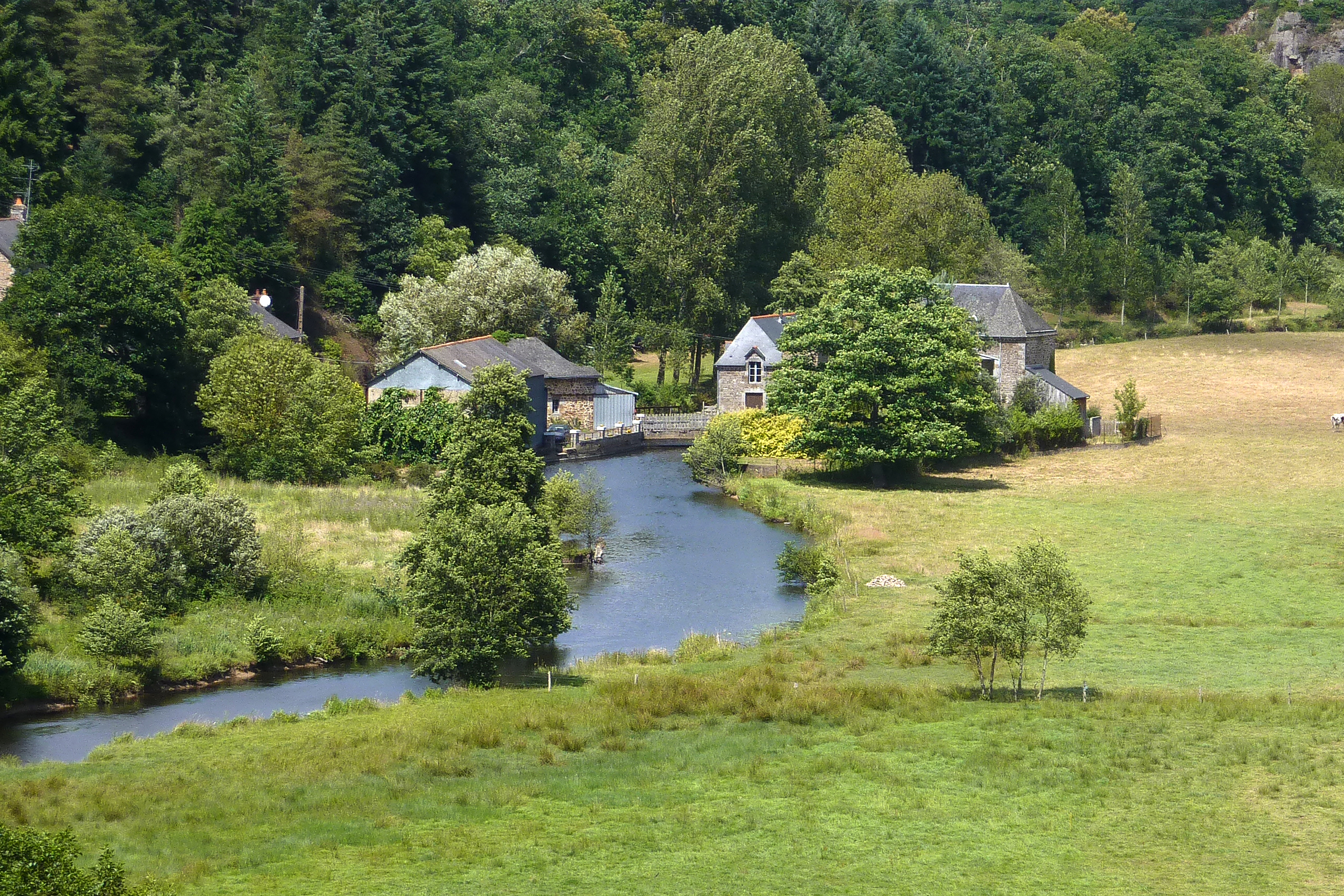
Le Couesnon à Vieux-Vy-sur-Couesnon

### Régime hydrologique
Le bassin versant du Couesnon bénéficie d’un climat de type océanique, Le climat est qualifié de doux avec une moyenne d’environ 11°C et des amplitudes thermiques moyennes (moyenne maximale de 18,8°C  et moyenne minimale de 4,7°C). Ce climat ne génère que peu de phénomènes extrêmes tels le gel, la neige ou les orages exceptionnels. Le débit du fleuve est très largement tributaire de la pluviométrie directe, forte dans la région : environ 45 % des pluies ruissellent vers les cours d'eau.
Quatre stations météologiques observent le climat sur le Couesnon : il s'agit des stations de Fougères, de Louvigné-du-Désert, de Mézières-sur-Couesnon et de Pontorson. Selon les résultats publiés en 2023, il pleut en moyenne entre 800 mm et 930 mm par an sur le bassin, la partie littorale étant la plus arrosée en raison de l'influence de la mer. Les stations ne relèvent pas d'évolution significative du climat depuis 50 ans, si ce n'est une tendance qui se dessine vers une répartition différente des pluies, moins importantes au printemps mais plus abondantes en hiver, avec des orages violents plus fréquents en été.

### Mesure du débit
En 2023, la station de mesure du débit du fleuve relève qu'il s'écoule en moyenne 4, 88 m3 /s d'eau, un débit stable sur le temps depuis 50 ans.
Le Couesnon a été observé à Romazy depuis le 18 novembre 1967 , à 20 m d'altitude et pour un bassin versant de 510 km2. Le module y est de 4,89 m3/s

### Étiage ou basses eaux
La station de mesure du débit du fleuve observe en 2023 que la période d'étiage commence en moyenne à la mi-août et se termine vers le 10 octobre avec un débit moyen mensuel de 0,41 m3/s. Depuis 50 ans, la période a tendance à légèrement augmenter, en débutant un jour plus tôt tous les cinq ans.
À l'étiage, c'est-à-dire aux basses eaux, le VCN3, ou débit minimal du cours d'eau enregistré pendant trois jours consécutifs sur un mois, en cas de quinquennale sèche s'établit à 0,250 m3/s, ce qui est peu,.

### Crues
Sur cette période d'observation, le débit journalier maximal a été observé le 22 janvier 1995 pour 69,90 m3/s. Le débit instantané maximal a été observé le 12 mai 1981 avec 75,60 m3/s en même temps que la hauteur maximale instantanée de 267 cm soit 2,67 m.
Le QIX 2 est de 33,00 m3/s, le QIX 5 est 44,00 m3/s, le QIX 10 est de 51,00 m3/s, le QIX 20 est de 58,00 m3/s et le QIX 50 est de 68,00 m3/s.

### Lame d'eau et débit spécifique
La lame d'eau écoulée dans cette partie du bassin versant de la rivière est de 304 millimètres annuellement, ce qui est légèrement au-dessus de la moyenne en France, à 300 mm/an. Le débit spécifique (Qsp) atteint 9,6 litres par seconde et par kilomètre carré de bassin.

### Rang de Strahler

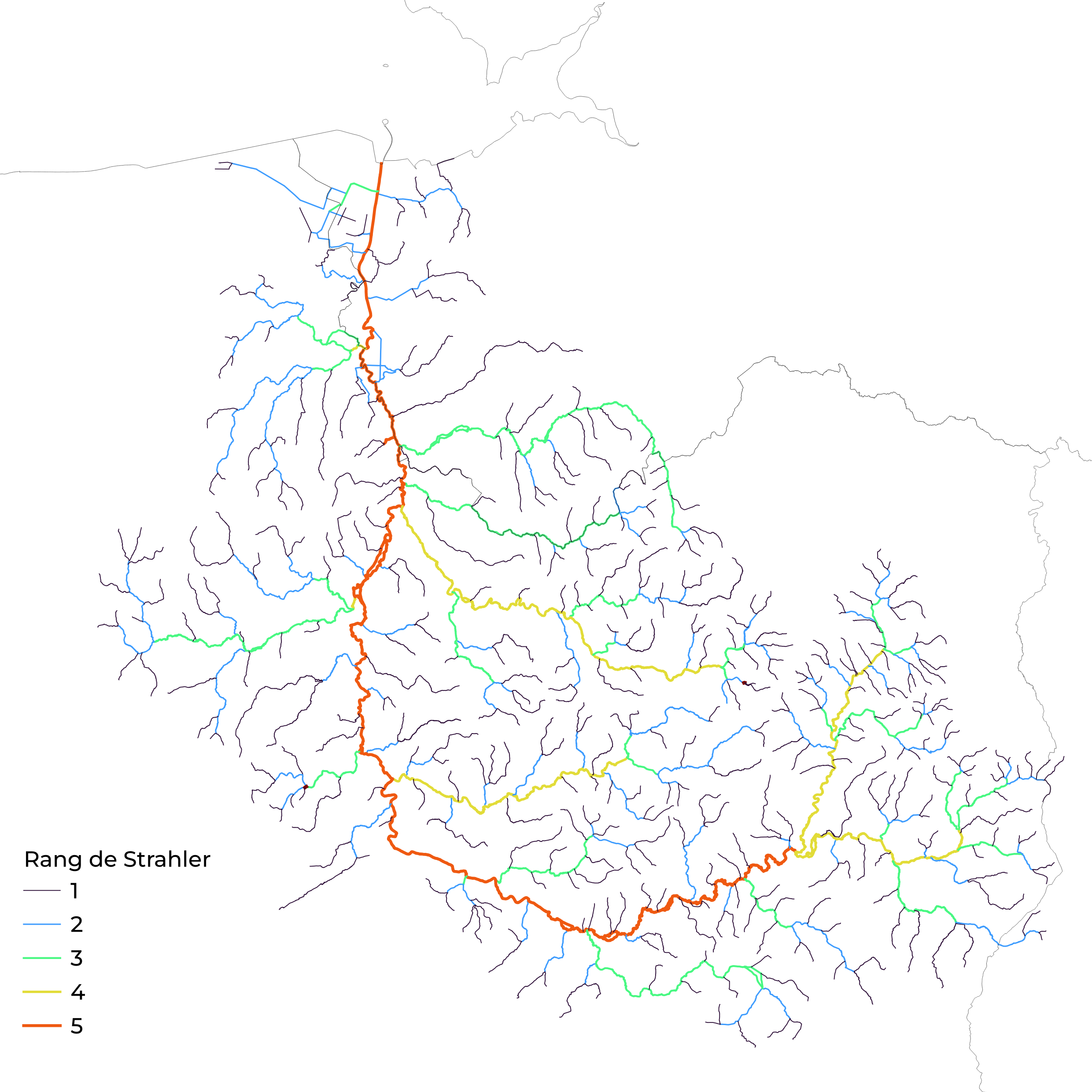
Classification hydrographique du Couesnon d'après Strahler

Le Couesnon est catégorisé comme étant de rang 5 d'après la méthode de Strahler, à partir de sa confluence avec le Nançon, au sud de Fougères; soit le même niveau que la Tamise.

### Principaux affluents
Le Couesnon a quarante-sept tronçons affluents dont :
- la Motte d'Yné (rd[note 4]), 12 km
- le ou la Guerge, 25,7 km sur dix communes[20].
- le Nançon (rd), 20 km qu'il reçoit à Fougères.
- le Muez,
- le Moulin de la Charrière,
- le Général,
- l'Everre,
- l'Aleron,
- la Minette (rd), 25 km
- les Vallées d'Hervé,
- le Laurier,
- la Tamout (rg), 20 km sur quatre communes.
- la Ville Marie,
- la Loisance (rd), 30 km sur cinq communes avec dix-sept affluents et de rang de Strahler quatre.
- le Tronçon (rd), 17,2 km[21] sur sept communes avec deux affluents don de rang de Strahler deux.
- la Bouessière,
- le Loison,
- la Chênelais,
- le canal du Marais,
- le Marais,

### Influence des marées
Depuis le mont Saint-Michel, aux grandes marées, un mascaret peut être observé sur le Couesnon.

### Pression sur le cours d'eau
Selon les données 2023, les prélèvements en eau sur le Couesnon sont à attribuer pour les trois-quarts à l'alimentation en eau potable. Aucune industrie  n'en prélève directement dans le fleuve mais certaines utilisent l'eau prélevée par la station de pompage, ce qui est aussi le cas pour l'abreuvement du bétail interdit sur les berges. En période d'étiage, ces prélèvements peuvent compromettre le bon fonctionnement du Couesnon, notamment en amont du fleuve.

## Histoire

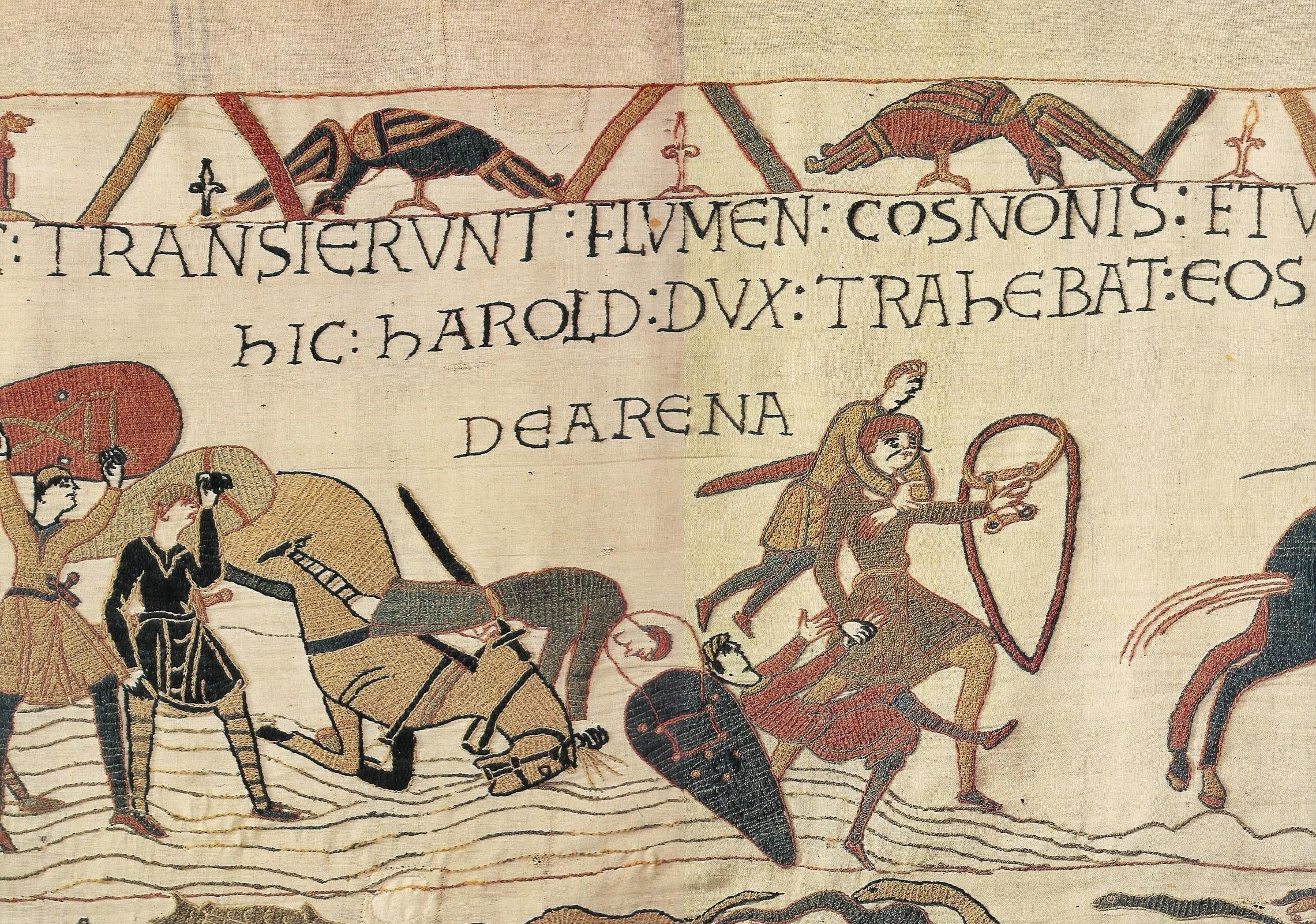
Mention du Couesnon sur la tapisserie de Bayeux

Les sources historiques, ainsi que la légende de saint Aubert, évêque d'Avranches, relient le mont à la ville d’Avranches dont l'évêque a toujours dépendu du métropolitain de Rouen, puis de l'archevêché de Rouen. Le cadre religieux s'est calqué sur celui des anciennes provinces romaines, à savoir la Seconde Lyonnaise dont faisait partie Avranches, incluse plus tard dans la Neustrie. Cependant lors des incursions Vikings, le roi des Francs, incapable de défendre toutes les côtes de la Neustrie, concède le Cotentin, donc probablement aussi l'Avranchin avec le mont Saint-Michel au duc de Bretagne, domination qui va durer soixante-dix ans. Le Couesnon n'est donc plus la limite entre la Neustrie et la Bretagne, cependant il reste la limite entre l'évêché d'Avranches et celui de Dol.
Ce n'est qu’en 1009 que le Couesnon serait devenu la frontière entre la Bretagne et la Normandie. Auparavant, ce fut de manière transitoire la Sélune. Cependant, le duc de Normandie Richard Ier aurait déjà fait venir vers 965 une communauté monastique bénédictine de l'abbaye de Saint-Wandrille dirigée par Maynard Ier pour s'installer sur le mont. Le Couesnon est cité dans une des scènes (scène 17) de la tapisserie de Bayeux datant de la fin du XIe siècle :
« ЄT HIC : TRANSIЄRVNT : FLVMЄN : COSNONIS » (Et ici ils traversent le fleuve Couesnon).
Depuis la fin du XIIe siècle, le marais de Dol est asséché et cultivé en fromental. L'élevage y est aussi pratiqué. Sous l'impulsion des ducs de Bretagne, des aménagements sont réalisés pour consolider les digues de vase et de sable et drainer les eaux stagnantes. Les marais subissent cependant les débordements du Couesnon et au XVIe siècle, les habitants de cette enclave demandent aux autorités de la province d'en assurer la gestion. Au siècle suivant, Vauban fait en avril 1689 une visite de la « rivière de Coësnon » et en adresse le rapport au gouverneur de Bretagne, le duc de Chaulnes Charles d'Albert d'Ailly. Il constate la divagation du fleuve, déconseille d'entreprendre des travaux pour le remettre dans son lit et suggère de le rendre « navigable pour les batteaux plasts (...) parce que si cela se pouvait, ce serait une très grande commodité pour avoir les fascines, les bois et la pierre propre aux réparations de ses débordements »,.

Pendant les troubles de la période révolutionnaire, l'entretien des digues protégeant les marais de Dol est abandonné. Lors des tempêtes de 1791 et 1792, une grande partie de l'enclave est envahie par les eaux. De nouvelles tempêtes viennent noyer le marais en août 1799. Les 23 communes qui la composent alors se constituent en syndicat : le Syndicat des Digues et Marais de Dol pour l'assèchement des marais et la défense des digues. Chaque propriétaire de terrain est désormais tenu de verser un impôt supplémentaire pour constituer un fonds destiné à remédier aux « folies du Couesnon ». La commission des travaux publics, consultée par le Directoire, préconise « la dérivation par l'est du Mont-Saint-Michel de la rivière du Couesnon, première et continuelle cause de tous les maux du marais ». Le Directoire en saisit le Corps législatif au nom des habitants du marais et un arrêté est pris par les consuls le 25 thermidor de l'an VIII de la République française. Cet arrêté stipule que « la rivière du Couesnon sera détournée du pied des digues par un canal qui prendra depuis le coude de la Foërelle, passera à travers les grèves herbues de Beauvoir, à l'est du Mont-Saint-Michel, près de le tour Boucle et ira aboutir à la rivière de la Sélune ». 

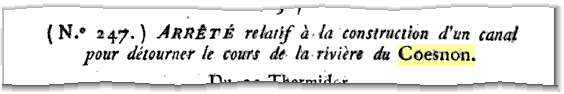
Fragment de l'arrêté relatif à la construction d'un canal pour détourner le cours de la rivière du Coesnon (1799).

L'Assemblée nationale préconise d'exécuter le détournement « partiellement et à fur et à mesure de la rentrée des fonds ». En 1800, des travaux de canalisation sont lancés avec la concession des terrains utiles à son creusement, autorisée par les consuls, mais ils seront interrompus faute de capitaux suffisants. Ce grand projet est indéfiniment ajourné et le 21 août 1854, le syndic rappelle au préfet du département d'Ille-et-Vilaine, qui s'en désintéresse totalement, la longue liste des « accidents désastreux » causés par le Couesnon depuis 1791. L'année suivante, le syndic envoie une nouvelle réclamation, faisant mention du projet de la Compagnie des polders de l'Ouest d'Alfred Mosselman. Faute de réponse et en désespoir de cause, une pétition est directement adressée à l'empereur le 16 février 1856, qui accède à la requête en juin 1857. La Compagnie entreprend rapidement la dérivation du Couesnon « au moyen d'une double digue insubmersible, destinée à recevoir ses eaux (...), construite en pierres, (qui) formera un canal (...) en ligne droite de Pontorson au Mont-Saint-Michel en passant sur 18 propriétés de l'Herbage après avoir traversé l'anse de Moidrey ». Le Couesnon est enfin canalisé en 1858.

## Aménagements

### Navigation
Le Couesnon est réputé comme un fleuve dangereux en raison de ses forts courants. Avant son classement comme navigable par ordonnance du 10 juillet 1835, le Couesnon n'est pratiqué que « dans les vives eaux de pleine et nouvelle lune » pour le transport du bois, du cidre et surtout de la tangue. Il est canalisé en 1858 et son tracé modifié pour le rendre navigable à partir des anciens moulins de l'Angle près de l'ancienne commune d'Antrain en Ille-et-Vilaine. De Pontorson jusqu'au Mont-Saint-Michel dans la Manche, la navigation se déroule « dans un lit fait ou redressé de main d'homme ». Le halage des bateaux est possible sur cette dernière section d'environ 10 km. Le Couesnon est alors fréquenté par les gabares en amont de Pontorson et par des embarcations capables de naviguer en mer en aval de ce port. En 1879, la construction de la digue-route submersible du Mont, qui coupe les courants traversiers, sécurise la navigation dans le lit maritime du Couesnon. Le fleuve est coupé de la mer en 1969 avec la création du barrage de la Caserne, remplacé depuis par un nouvel équipement appelé barrage du Couesnon, inauguré en 2015 dans le cadre du rétablissement du caractère maritime du Mont-Saint-Michel.
Au titre des activités de loisirs et de la découverte de ses paysages, de sa faune et de sa flore, le Couesnon est navigable de novembre à mars dans sa partie basse sur environ 80 km entre Rives-sur-Couesnon et le barrage de Beauvoir, au pied du Mont-Saint-Michel. Des activités encadrées de stand up paddle y sont aussi proposées à la base de plein air du Couesnon à Mézières-sur-Couesnon.

### Anciens ports
Au XVIIIe siècle, un port, non aménagé, se trouvait au Pas au Bœuf, ancien village se situant sur le territoire actuel de la commune de Saint-Georges de Gréhaigne, sur la rive bretonne du Couesnon. Ce petit port, accessible lors des grandes marées, siège royal de l'amirauté de Saint-Malo, servait principalement au chargement du bois de construction destiné à la marine. Dans les trois dernières décennies du siècle, le chargement se faisait plutôt aux Quatre Salines (sur le territoire actuel de la commune de Roz-sur-Couesnon), site réputé plus facile d'accès. Le trafic se faisait essentiellement avec la ville de Saint-Malo mais aussi avec Paimpol, Saint-Brieuc, Cancale et Granville, le tonnage des bateaux allant de 9 à 50 tonneaux.
Après la canalisation du Couesnon au milieu du XIXe siècle, un port s'est développé à Moidrey, côté normand. Le mouillage y était difficile en raison des forts courants de ce fleuve. Le trafic s'y faisait avec les îles anglo-normandes et la Grande-Bretagne où était exportée la tangue et d'où était importée la houille.
Toujours dans la seconde moitié de ce siècle se trouvait un port et un chantier-naval à Pontorson. Un bureau de douane et une brigade spéciale pour la navigation s'y installèrent en 1864. L'arrivée et la concurrence du chemin-de-fer mettent un terme définitif à son activité vers 1889. Le port se situait à l'emplacement de l'actuel square Highworth.

### Traversée du fleuve

#### Bacs et gués
Le plus ancien gué connu est celui du Pas-au-Bœuf entre Saint-Georges de Gréhaigne et Moidrey dans l'estuaire du Couesnon. Ce passage entre la Bretagne et la Normandie, emprunté par les Romains, était vraisemblablement contrôlé par l'abbaye du Mont-Saint-Michel. La terre du Pas-au-Bœuf constituait une dépendance du prieuré montois de Mont-Rouault ainsi qu'en témoigne son aveu de 1473. Elle avait été donnée à l'abbaye par le duc Alain III dans la première moitié du XIe siècle.
Il existait aussi un gué romain à Pontorson sur l'emplacement duquel fut construit le premier pont de la ville par le capitaine Orson du temps du duc normand Robert le Magnifique (second quart du XIe siècle).
D'autres gués dont il a été perdu la trace permettaient le passage entre les deux rives et lorsqu'ils étaient empierrés portaient le nom de gués perroux.

#### Ponts et ouvrages d'art (d'amont en aval)
À Sens-de-Bretagne, un pont daté du XXe siècle permet à la RD 175 de traverser le Couesnon au lieu-dit La Mondrais. Ce pont sert de repère de crues sur la plateforme nationale Vigicrues.

À Vieux-Vy-sur-Couesnon, le pont en granite qui est daté de la seconde moitié du XIXe siècle, comporte deux arches en plein cintre, la pile centrale étant de forme oblongue. 

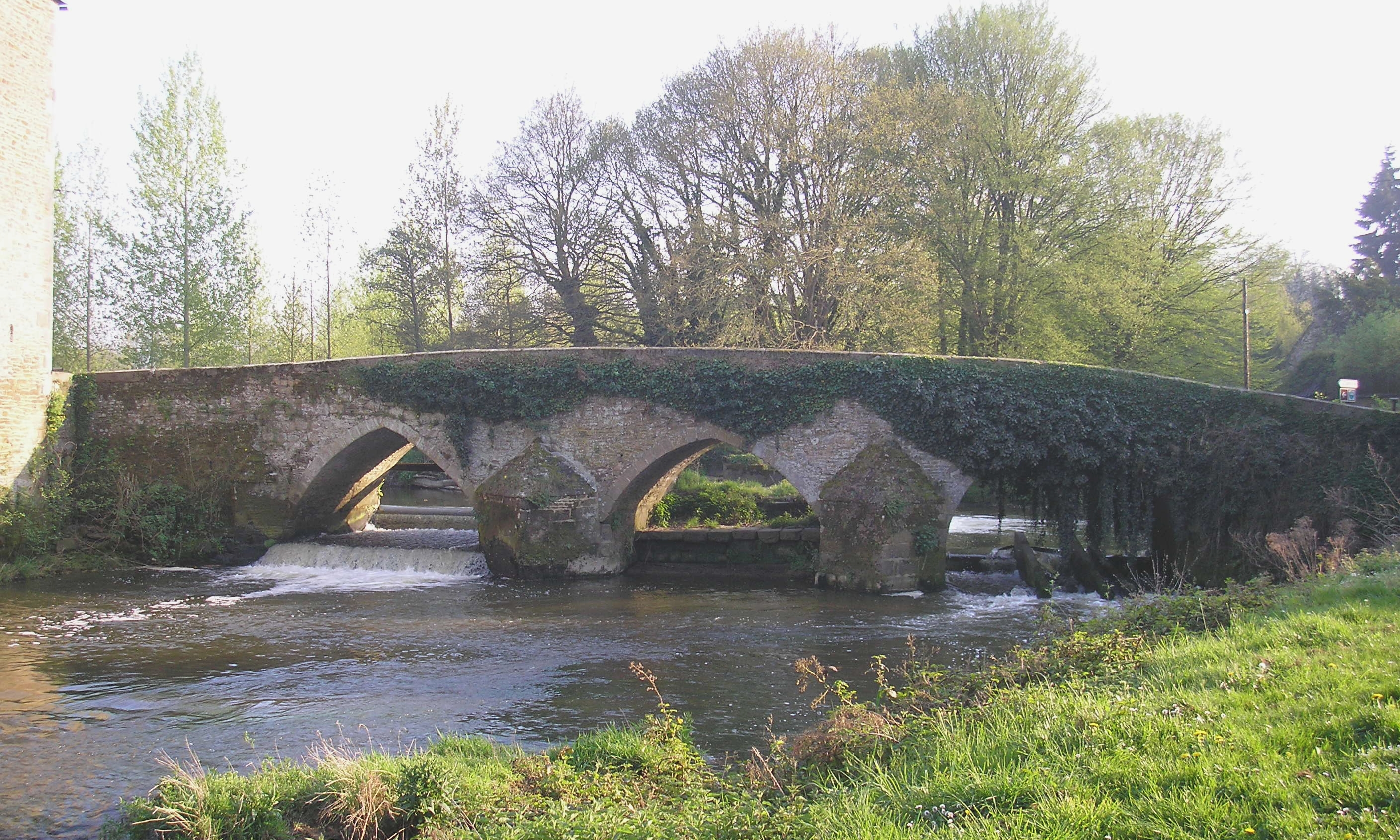
Vieux pont de Val-Couesnon (2011).

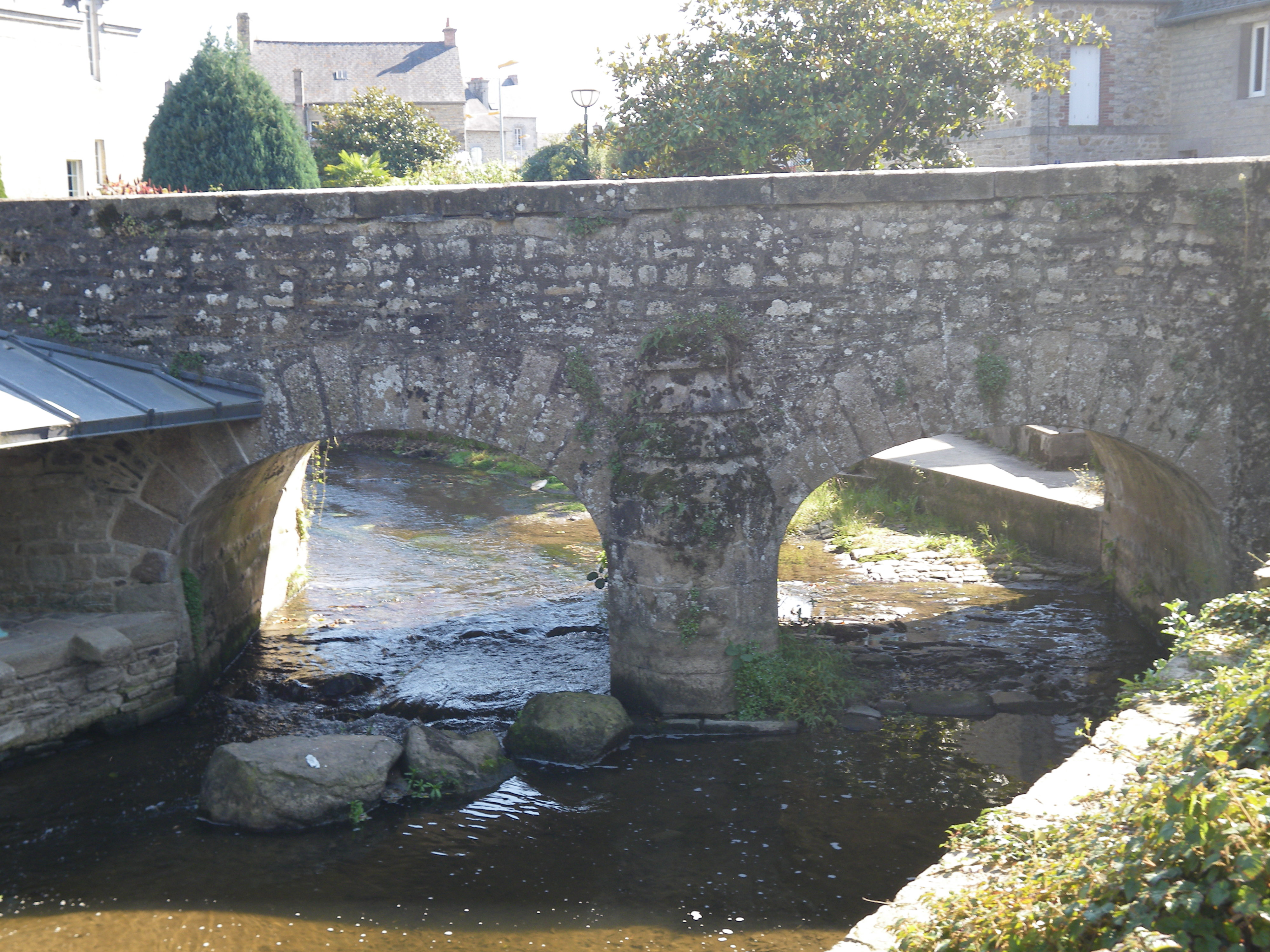
Pont d'Antrain (rue de Pontorson à Val-Couesnon) en 2011.

À Val-Couesnon, le pont médiéval (vraisemblablement du XIIe siècle), toujours emprunté par les habitants, a été jusqu'au XVIIIe siècle le seul pont franchissant le Couesnon sur l'axe Fougères-Dol-de-Bretagne. Il a été emprunté et continue de l'être par les pèlerins se rendant au Mont-Saint-Michel ou, en sens inverse, à Saint-Jacques de Compostelle. Il a été aussi le lieu « d’affrontements sévères entre les forces républicaines et les Vendéens le 23 septembre 1793 ». Réalisé en matériaux locaux (schiste et granite), ce pont se compose de trois arches brisées s'appuyant sur des piles doublées d'un contrefort en forme de prisme. Ce pont a été sélectionné en 2019 par la mission Stéphane Bern pour faire l'objet de travaux de consolidation et de restauration. La première tranche des travaux a été réalisée en 2023 et la seconde a débuté en 2024. Deux autres ponts routiers en pierre locale enjambent le Couesnon dans cette commune, tous deux édifiés semble-t-il au XVIIIe siècle, appelés pont d'Antrain, l'un au lieu-dit Le Couesnon, l'autre rue de Pontorson.
À Pontorson, le pont en pierre de six arches, construit dans l'axe de la route et qui date de 1862, a été élargi en 1970-1972 grâce au remplacement de ses garde-corps, les ruines de l'ancien pont, situé à l'emplacement d'un gué romain, ayant été définitivement détruites en 1936.

## Activités économiques

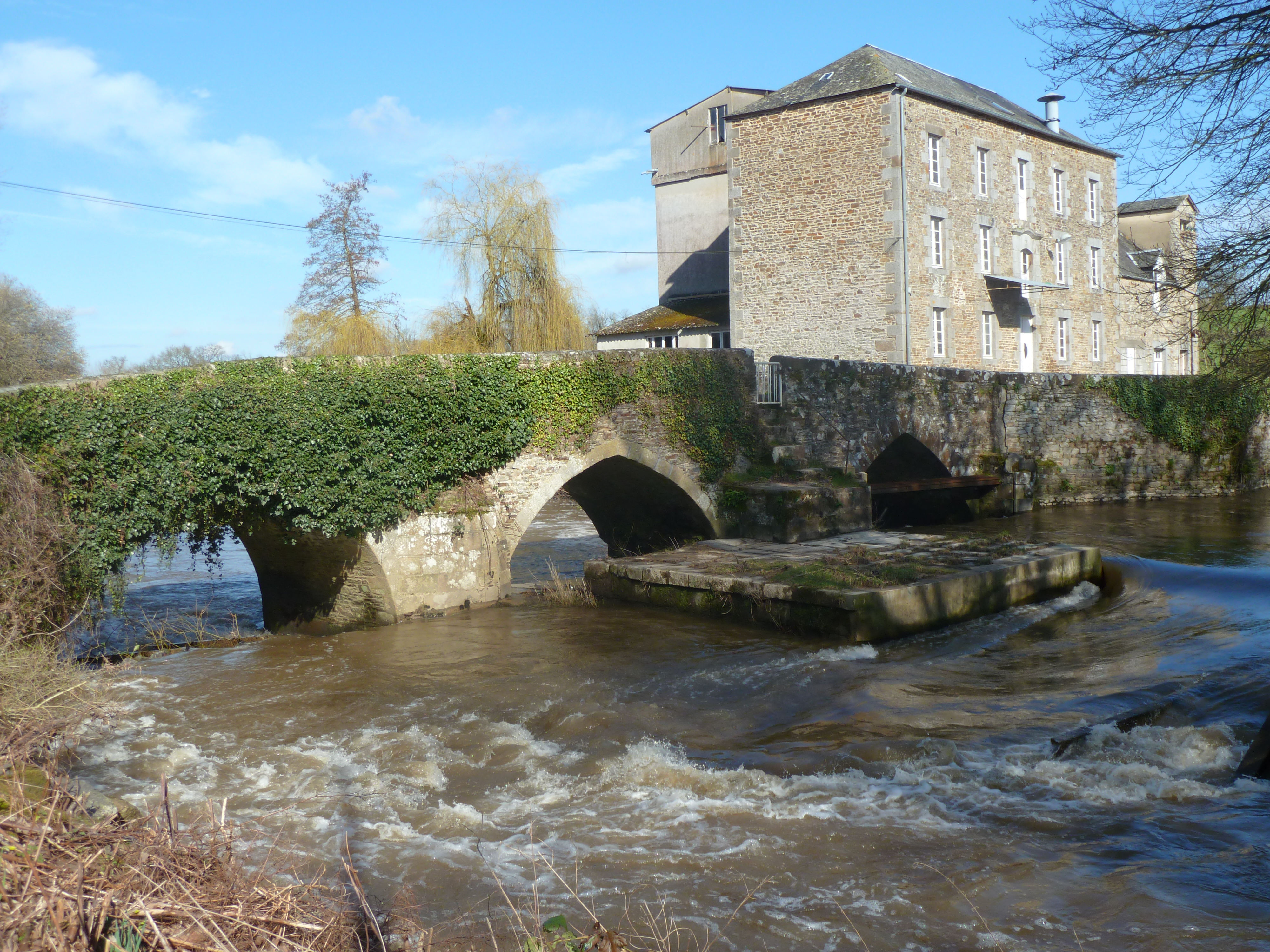
La minoterie d'Antrain fusionné en Val-Couesnon, près du vieux pont (2013).

Si elle a été directement utilisée pour le transport des marchandises, l'énergie hydraulique du Couesnon a été convertie dès l'époque médiévale en énergie mécanique pour faire tourner les moulins. Il en reste de nombreux témoins sur les rives de ce fleuve, qu'il s'agisse des installations proprement dites ou de leurs aménagements, tels les canaux de dérivation ou les barrages formant retenue. Ainsi en est-il des moulins à farine de l'Angle, situés sur l'ancienne commune d'Antrain fusionnée en 2019 en Val-Couesnon en Ille-et-Vilaine. Ces moulins ont été remplacés en 1846 par une minoterie construite un peu plus en amont d'eux sur une dérivation du Couesnon. Ce bâtiment achevé en 1850 et ses installations sont toujours en place. Les deux anciens moulins, activés par une roue à aubes, sont cependant toujours utilisés en 1852. Vers la fin du XIXe siècle, le bâtiment de la minoterie accueille une beurrerie qui devient industrielle en 1910 : la Caséinerie de l'Angle ou l'Armoricaine. Un moulin à farine est toujours en activité sur le Couesnon à Rimou, qui fonctionnait avec une roue à aubes jusqu'en 1923, date à laquelle il a été équipé d'une turbine hydraulique : le moulin de Quincampoix. Depuis 1972, il s'est spécialisé dans la production de farines artisanales bio.

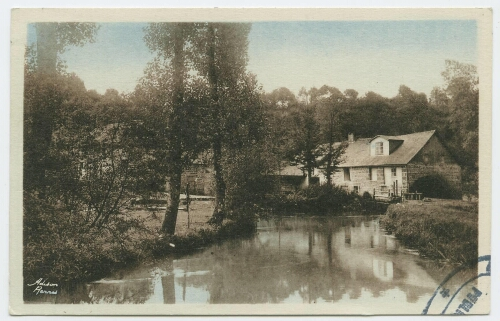
Le moulin de Guyon à Mézières-sur-Couesnon (carte postale de la fin du XX° s).

Au XVIIe siècle, le Couesnon faisait tourner une vingtaine de moulins à papier installés sur les communes de Mézières-sur-Couesnon et Saint-Ouen-des-Alleux en Ille-et-Vilaine. Toujours dans ce département, il existait aussi des Grands Moulins à Vieux-Vy-sur-Couesnon dont le premier bâtiment remonte au XVIIe siècle. Produisant 100 rames par an en 1730, ce moulin en produit 1 000 à partir de 1740. En 1855, de nouveaux bâtiments sont construits et l'usine à papier est modernisée : le papier est séché par une chaudière à vapeur et deux bouilleurs qui fonctionnent à la houille. L'activité de papèterie s'éteint à la fin du XIXe siècle.
Depuis 1934, l'eau du Couesnon alimente le bassin rennais en Bretagne. Elle est captée par une station de pompage qui se trouve au lieu-dit La Roche sur la commune de Mézières-sur-Couesnon. Depuis 2012, l'usine reconstruite transforme l'eau fluviale en eau portable qui est transportée par une adduction jusqu'aux réservoirs du site des Gallets.

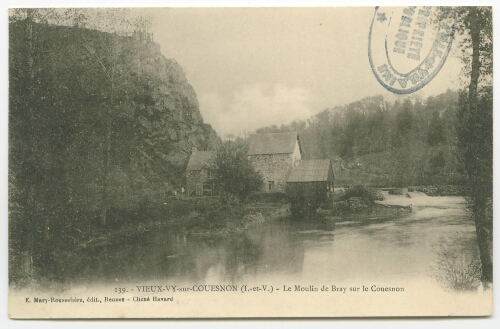
Le moulin de Brais (ou Bray) à Vieux-Vy-sur Couesnon (carte postale du début du XX°s).

Avec la Sée et la Sélune en Normandie, le Couesnon accueille une population unique de saumons atlantiques de souche bas-normande. Encore abondant au XIXe siècle, le saumon s'est raréfié avec la construction des barrages et avec la surpêche. Un programme de restauration de cette espèce a été mené dans les années 1980 dans le cours du Couesnon. Sa pêche de loisir est cependant toujours possible dans un cadre strict : elle peut s'exercer de mars à juin mais dans la limite du total autorisé de capture (TAC) fixé annuellement. De plus, un nombre maximal de captures par pécheur doit être respecté au-delà duquel même la graciation de prise (ou no-kill) n'est pas autorisée. Ces principes valent aussi pour la truite de mer qui vient frayer dans le Couesnon. D'autres espèces de migrateurs peuplent le Couesnon, telles l'anguille européenne, la lamproie marine et, plus rare et d'implantation plus récente, l'alose, à partir de la dispersion d'individus originaires de la Loire, voire de la Garonne. La truite commune (fario), résidente, est très présente. Quelques pêcheries sont en activité sur les bords du Couesnon comme le moulin de Brais, ancien moulin à papier puis à foulon converti en pisciculture en 1972 sur la commune de Vieux-Vy-en-Couesnon.
Depuis les deux dernières décennies du XXe siècle, l'attrait écotouristique du Couesnon est mis en valeur par les autorités départementales et locales. Il représente ainsi un enjeu économique avec le développement des activités de plein air et du tourisme vert.

## Qualité de l'eau
Le suivi de la qualité physico-chimique du Couesnon se fait grâce à des points de prélèvement sur les communes de La Selle-en-Luitré, de Mézières-sur-Couesnon, de Romazy et de Sougéal (d'amont en aval), qui donnent les résultats suivants :
| Nitrates                                   | 2010 | 2011 | 2012 |
| ------------------------------------------ | ---- | ---- | ---- |
| Concentration du paramètre (percentile 90) | 53   | 51   | 49   |
| Classe SEQ-Eau                             |      |      |      |

| Nitrates                                   | 2010 | 2011 | 2012 |
| ------------------------------------------ | ---- | ---- | ---- |
| Concentration du paramètre (percentile 90) | 37   | 38   | 36   |
| Classe SEQ-Eau                             |      |      |      |

| Nitrates                                   | 2010 | 2011 | 2012 |
| ------------------------------------------ | ---- | ---- | ---- |
| Concentration du paramètre (percentile 90) | 38,5 | 40,1 | 37,8 |
| Classe SEQ-Eau                             |      |      |      |

| Nitrates                                   | 2010 | 2011 | 2012 |
| ------------------------------------------ | ---- | ---- | ---- |
| Concentration du paramètre (percentile 90) | 42,5 | 41,3 | 41,9 |
| Classe SEQ-Eau                             |      |      |      |

En 2022, les collectivités présentes sur le bassin versant du Couesnon ont signé un contrat territorial de trois ans (2023-2025) pour l'amélioration de la qualité de l'eau et des milieux aquatiques.

## Aspects environnementaux

### Site naturel
En 1983, le conseil général d'Ille-et-Vilaine a acquis 140 ha le long du Couesnon qu'il a classé comme espace naturel sensible (ENS), sur les communes de Mézières-sur-Couesnon, Saint-Ouen des Alleux et Saint-Marc-sur-Couesnon fusionnée en Rives-sur-Couesnon. Il y protège la qualité paysagère et écologique et gère les boisements de cette vallée. Des aménagements ont été réalisés pour la pratique de sports en milieu naturel (escalade, canoë, VTT, etc.).

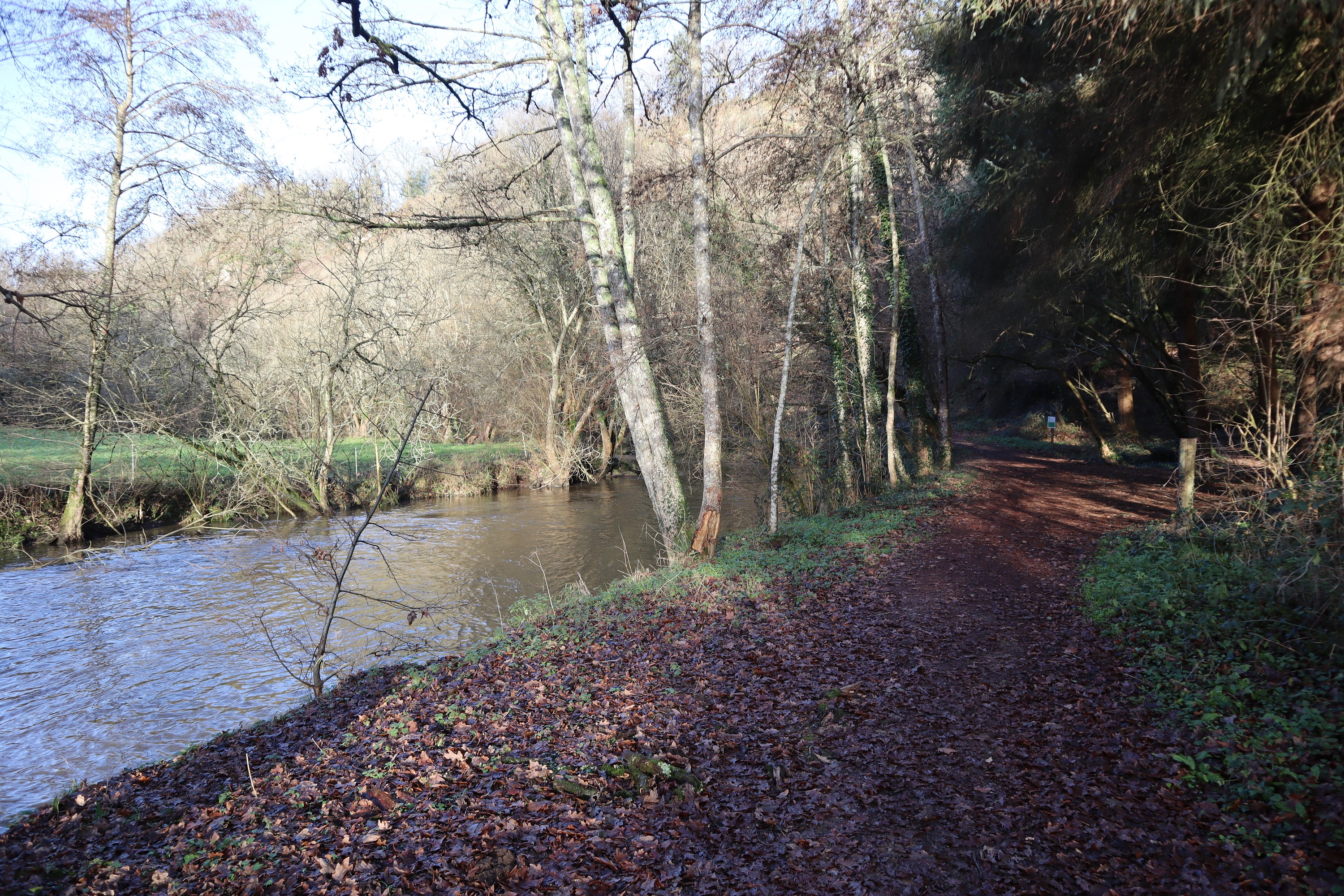
Le Couesnon
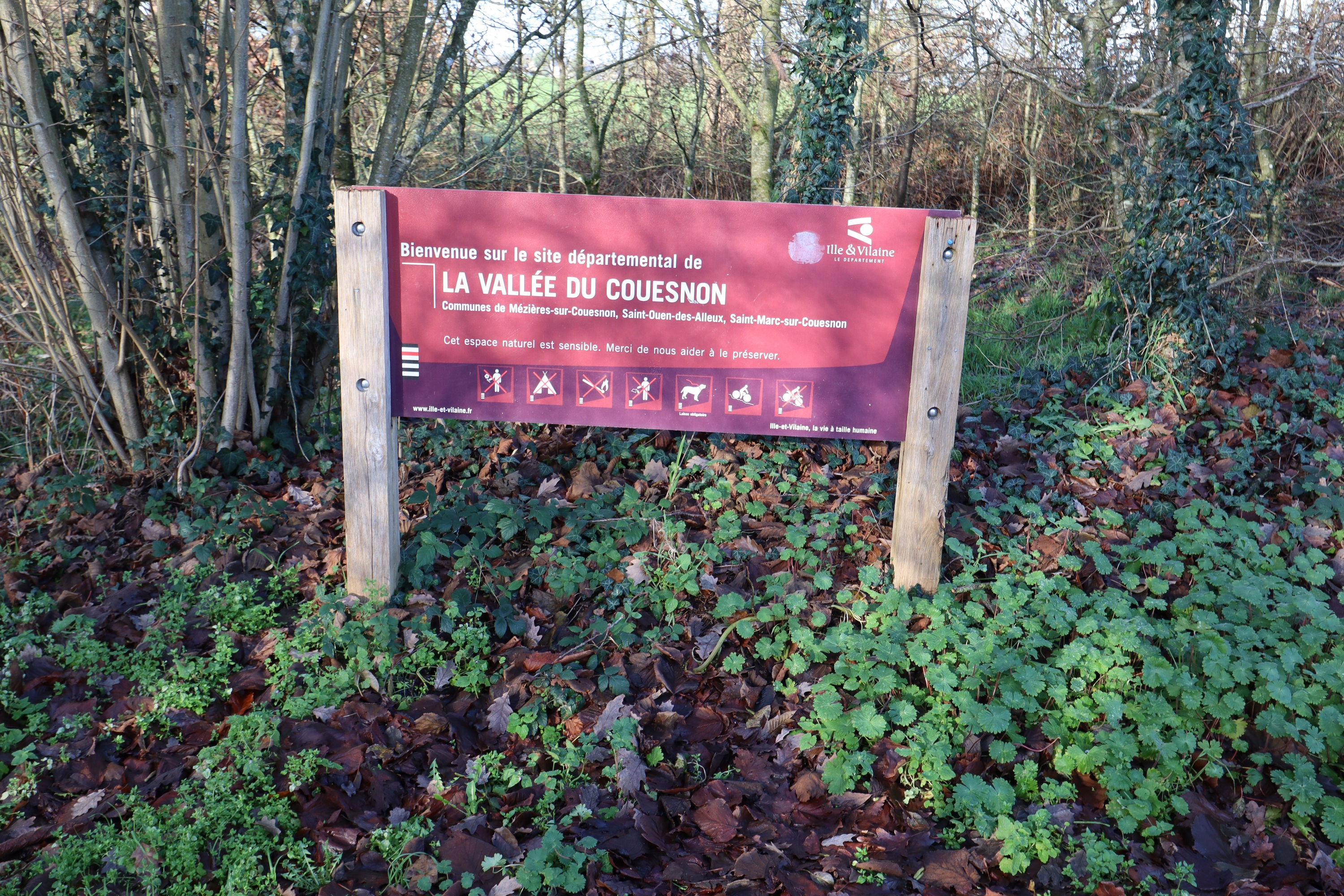
panneau signalant l'ENS
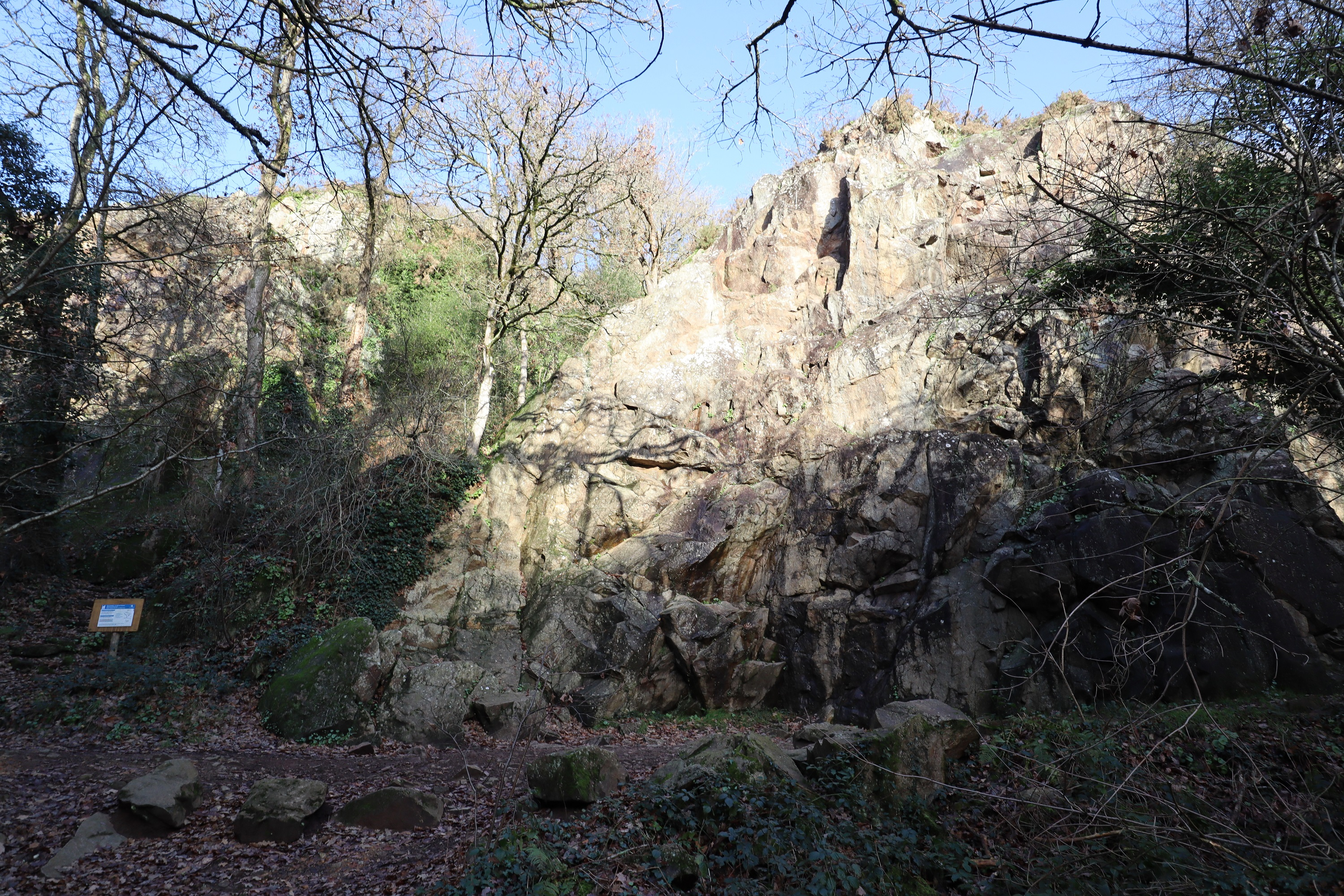
front rocheux utilisé pour l'escalade

Le Couesnon borde également le Marais de Sougéal, classé comme réserve naturelle régionale depuis 22 décembre 2006. La réserve est comprise dans deux sites Natura 2000 : une zone spéciale de conservation (ZSC)  sur la plus grande partie de la zone inondable de Sougeal et une zone de protection spéciale (ZPS) qui suit le Couesnon d'Antrain à Pontorson, et englobe la ZSC. 

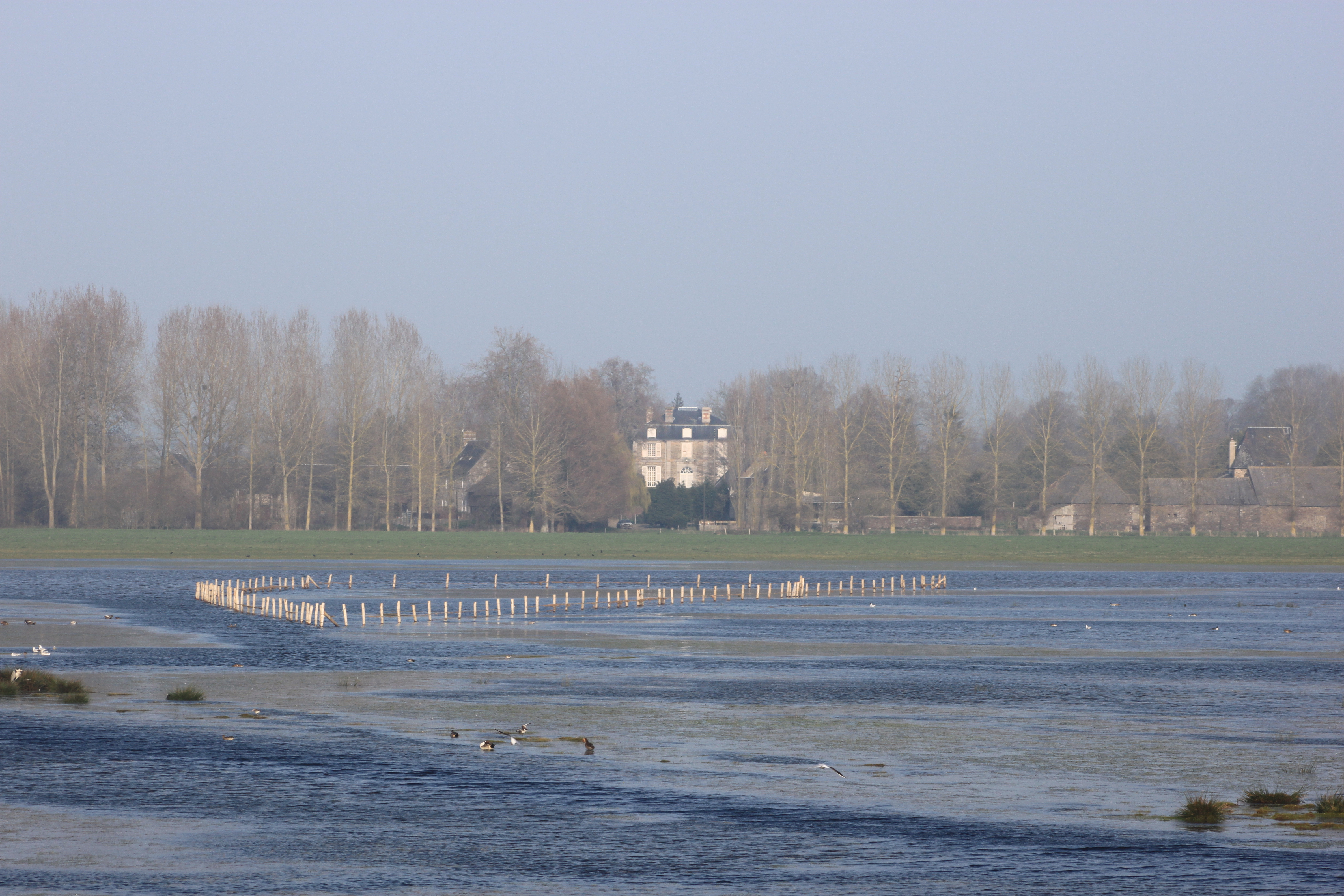
Marais de Sougeal en hiver.

### Restauration et renaturation du fleuve
Des travaux de restauration et de renaturation (lit, berges et ripisylve) du Couesnon et de ses affluents ont été entrepris à partir de 2011 dans le cadre du SAGE de ce fleuve. Ce programme a été renouvelé en 2020 pour une période de six ans. Ces travaux font l'objet de contrats territoriaux.

### Continuité écologique
En 2010, le SAGE a dressé la liste des cours d'eau sur lesquels la continuité écologique devait être assurée, qu'il s'agisse des poissons migrateurs ou des sédiments. Une soixantaine d'obstacles a été identifiée. Certains propriétaires ayant refusé leur effacement, des aménagements ont pu être réalisés, notamment en ce qui concerne les moulins (passes à poissons, mini-seuils, bras de raccordement, etc.).

## Aspects culturels
Dans son roman historique d'aventures, La Fée des Grèves, l'écrivain Paul Féval accorde une place importante au Couesnon qu'il décrit ainsi : « Aucun fleuve ne tient son urne en des mains plus capricieuses. Torrent aujourd'hui, humble ruisseau demain, le Couesnon étonne ses riverains eux-mêmes par la bizarre soudaineté de ses fantaisies ».
Ce roman a été adapté au cinéma en 1909 par Louis Feuillade : le film muet est en partie tourné à l'embouchure du Couesnon, au pied du Mont-Saint-Michel : (en) Film .